# 神馬好時光
《神馬好時光》（英語：WHAT A GOOD TIME），是東森超視在2013年推出的綜藝節目，主持人為亞洲舞力天團Lollipop-F的主唱小煜、成員威廉以及蝴蝶姐姐。超視頻道於2013年3月25日起每周一至周五晚間11點播出，2013年4月19日起每周五晚間11點改為重播精華片段。
『神馬』是最新的網路用詞，網友用來形容長得很漂亮的女孩子（正妹），意思是「連神看了都覺得很正」。此節目主打網路人氣正妹，每個神馬正妹各具特色和才藝。每集安排大牌藝人和神馬正妹即興演出，考驗她們的反應能力，期間測試她們的網路粉絲團人氣，逐漸淘汰，粉絲增加最多者獲勝。
為增加節目公信力，知名製作人詹仁雄、華研國際音樂大中華地區總裁Linda、戲劇大師馮凱導演都擔任該節目的夢想大使。勝出的正妹將可從綜藝、唱片、戲劇三界做選擇，由其中一位夢想大使為她打造圓夢之路。
該節目播出兩個月，因收視率始終徘徊在0.1左右，改版也不見起色，東森超視決定腰斬；2013年4月30日，超視節目部總監戴佩龍表示，該節目存檔可播至2013年5月底，將推出新節目。

## 播出時間

### 首播
| 頻道     | 所在地 | 播映日期        | 播出時間        |
| -------- | ------ | --------------- | --------------- |
| 東森超視 | 臺灣   | 2013年3月25日起 | 週一至週五23:00 |

### 重播
| 頻道     | 所在地 | 播映日期        | 播出時間  |
| -------- | ------ | --------------- | --------- |
| 東森超視 | 臺灣   | 2013年3月26日起 | 每天01:00 |
| 東森超視 | 臺灣   | 2013年3月26日起 | 每天14:00 |

## 節目內容
| 集數 | 播放日期 | 單元                                      | 嘉賓                                     | 備注 |
| 1    | 3月25日  | 影片六選三:熊熊、曾甜、阿喜               | 陳漢典                                   | 來賓真心推薦:阿喜 |
| 2    | 3月26日  | 影片六選三:JOYIN+希希、小豬、王子妃、MINA | 敖犬                                     | 來賓真心推薦:小豬 |
| 3    | 3月27日  | 影片六選三:純純、小涵、曾甜+NANA          | 邰智源                                   | 來賓真心推薦:小涵 |
| 4    | 3月28日  | 影片六選三:NANA、MINA、JOYIN+小豬         | 倪安東                                   | 來賓真心推薦:JOYIN+小豬 |
| 5    | 3月29日  | 影片六選三:NANA+JOYIN、培培、晶晶         | 梁赫群                                   | 來賓真心推薦:NANA+JOYIN |
| 6    | 4月1日   | 影片六選三:純純、MINA、小涵               | 曲家瑞、小甜甜                           | 來賓真心推薦:MINA |
| 7    | 4月2日   | 影片六選三:RIKO、小涵、晶晶               | 歐漢聲(歐弟)                             | 來賓真心推薦:晶晶 |
| 8    | 4月3日   | 影片六選三:小涵、孟孟                     | 2moro(郭彥均、郭彥甫)                    | 來賓真心推薦:小涵 |
| 9    | 4月4日   | 影片六選三:JOYIN、培培、希希              | 許效舜                                   | 來賓真心推薦:希希 |
| 10   | 4月5日   | 影片六選三:曾甜、孟孟、王子妃             | 宋逸民、夏語心                           | 來賓真心推薦:王子妃 |
| 11   | 4月8日   | 影片六選三:Olivia、培培、小涵             | 溫昇豪                                   | 來賓真心推薦:培培 |
| 12   | 4月9日   | 影片六選三:王子妃、JOYIN、小豬、NANA      | 唐從聖                                   | 來賓真心推薦:JOYIN |
| 13   | 4月10日  | 影片六選三:純純、小豬、欣欣               | 張克帆、Junior                           | 來賓真心推薦:純純 |
| 14   | 4月11日  | 新舊正妹生死鬥                            | 大牙、丫頭、NONO 陳艾琳、蔡小潔 、張勝豐 | Round 1 笑話比賽:大牙 PK 小豬(勝出:大牙) Round 2 歌唱大賽:陳艾琳 PK Joyin(勝出:Joyin) Round 3 舞蹈大賽:蔡小潔 PK 餅乾+NANA(勝出:餅乾+NANA) Round 4 模仿大賽:丫頭 PK Riko(勝出:丫頭) |
| 15   | 4月12日  | 影片六選三:禾米、Joyin、Nini              | 周湯豪                                   | 來賓真心推薦:Nini |
| 16   | 4月15日  | 影片六選三:餅乾、曾甜、NANA               | 王仁甫、夏克立                           | 來賓真心推薦:曾甜 |
| 17   | 4月16日  | 影片六選三:小豬、晶晶+PATTY、小涵         | 王彩樺                                   | 來賓真心推薦:小豬 |
| 18   | 4月17日  | 擋不著 男人心中火辣小妖精                 | 陳為民、馬國賢、郭鑫                     | 無 |
| 19   | 4月18日  | 社群網站大搜查                            | 班傑、AK(沈建宏、陳奕)                   | 無 |
| 20   | 4月22日  | 年輕帥哥靠邊站 大叔控才是王道             | 屈中恆、張兆志、潘若迪                   | 無 |
| 21   | 4月23日  | 寶貝寵物寫真特輯                          | 小鐘、LOLLY                              | 參賽神馬:孟孟、Olivia、Joyin、Patty、小豬、Riko 勝出者:Joyin |
| 22   | 4月24日  | 女人不說 男人不懂 就是這樣才單身?         | 沈玉琳、許常德                           | 無 |
| 23   | 4月25日  | 正妹殘酷舞台 私服品味大公開               | 黃小柔、Gigi                             | 最佳穿搭女孩:培培、晶晶 遺珠之撼:Nini |
| 24   | 4月29日  | 喚醒男藝人的搭訕記憶 絕不能忘了這些美女?! | 張克帆、白雲、孫國豪、Gino               | 無 |
| 25   | 4月30日  | 怎麼可能!! 她們竟然做過這個行業?          | 馬西屏、任爸、鍾欣怡、何啟聖             | 晶晶(檳榔西施)、以緹(私人KTV櫃台小姐)、曾甜(喪禮舞者)、小涵(手機APP寵物情人) |
| 26   | 5月1日   | 驚!她們以前長這樣 醜小鴨如何變神馬?!      | 黃鐙輝、王思佳                           | 轉變最大的神馬女孩:純純 |
| 27   | 5月2日   | 這麼貴重的禮物你竟然敢收?                 | 王俐人、梁純斌、Nico                     | 無 |
| 28   | 5月6日   | 這樣愛你好可怕 我的感情一文不值?!         | 高山峰、林可彤、邵庭、貓眼娜娜           | 無 |
| 29   | 5月7日   | 約會帶正妹去這裡吃就對了?!                | 佩甄、洪棠、柯俊年                       | 無 |
| 30   | 5月8日   | 神馬高中制服日                            | 李明川、夏克立                           | 無 |
| 31   | 5月9日   | 正妹沙灘生死鬥                            | 無                                       | 小煜隊：小涵、Riko、磁磁、Patty、孟孟 威廉隊：希希、小豬、以緹、曾甜、純純 |
| 32   | 5月13日  | 整形美女 你們怎麼越長越像?                | 白吉勝（Ben）、唐志中、鄭乃誠            | 無 |
| 33   | 5月14日  | 女神最強 攝影評比大賽                     | 黃天仁、班傑                             | 參賽神馬:小涵、晶晶、Patty、純純 勝出者:Patty |
| 34   | 5月15日  | 72小時突破自我評比!才藝總驗收(上)         | 游輝凱、張克帆、Kimiko、張勝豐           | 參賽神馬:Joyin+希希、Nana、Olivia+純純、小豬 遭淘汰者：Joyin+希希 |
| 35   | 5月16日  | 72小時突破自我評比!才藝總驗收(下)         | 同前一集                                 | 參賽神馬:小涵+培培、餅乾、曾甜、Patty+晶晶 前三名:Nana（No.3）、餅乾（No.2）、曾甜（No.1）                                                                                          |
| 36   | 5月20日  | 水上趣味競賽                              | 無                                       | 小煜隊：希希、小豬、以緹、Patty、孟孟 威廉隊：曾甜、純純、小涵、Riko、磁磁 |

## 神馬女孩

### 現有成員
| 藝名   | 本名   | 生日          | 其他資料 | 部落格                          |
| NaNa   | 梁菲   | 1990年7月8日  | 未加入前已因網路上傳跳台灣版哈林搖的影片而爆紅                                                                             | Facebook （页面存档备份，存于） |
| 小豬   | 黃沐妍 | 1990年7月18日 | 原名：黃琪雯 | Facebook （页面存档备份，存于） |
| 小涵   | 莊舒涵 |               | 因常在節目介紹各種甜品而被封為甜食小天后                                                                                   | Facebook （页面存档备份，存于） |
| 曾甜   | 曾庭榆 | 1991年4月19日 | 因常在各大廟會表演，長像、身材及舞蹈表演出色，因此被封為『廟會女神』                                                       | Facebook （页面存档备份，存于） |
| 純純   |        |               | 曾參與國光幫幫忙的節目錄影，並擔任過國光幫幫忙的節目助理。                                                                 | Facebook （页面存档备份，存于） |
| 餅乾   | 吳筱婷 |               | 未加入前已因網路上傳跳台灣版哈林搖的影片而爆紅                                                                             | Facebook                        |
| 孟孟   | 蔡孟穎 |               | 曾以Queena和孟孟的名字參加無敵青春克及美少女時代節目錄影。                                                                 | Facebook                        |
| Mina   | 徐珮瑜 |               | | Facebook （页面存档备份，存于） |
| 培培   | 孫培馨 |               | 曾參與演出的小鬼的黑心MV                                                                                                   | Facebook                        |
| Patty  | 楊宜軒 |               | 原名為小豬，但因與節目中的另一個節目成員撞名而改為Patty 為2013年4月3日單元「正妹開箱文」的正妹，後來加入成為節目固定班底。 | Facebook                        |
| 晶晶   | 廖挺仱 |               | 曾參與國光幫幫忙的節目錄影，並擔任過國光幫幫忙及全民最大黨的節目助理。                                                     | Facebook （页面存档备份，存于） |
| Olivia | 譚以欣 |               | | Facebook （页面存档备份，存于） |
| Joyin  | 王喬尹 |               | | Facebook （页面存档备份，存于） |
| 希希   | 吳允希 |               | | Facebook （页面存档备份，存于） |
| Riko   |        |               | | Facebook （页面存档备份，存于） |
| Kimi   |        |               | | Facebook （页面存档备份，存于） |
| 禾米   |        |               | | Facebook                        |
| Nini   | 楊泊霓 | 1991年9月8日  | | Facebook （页面存档备份，存于） |
| 欣欣   | 簡欣汝 |               | 曾參與移動星樂園的節目錄影，並擔任過移動星樂園的節目助理。                                                                 | Facebook                        |
| 娜美   | 應孟均 |               | 曾參與美少女時代、時尚小魔女的節目錄影                                                                                     | Facebook （页面存档备份，存于） |
| 磁磁   |        |               | | Facebook                        |
| 以緹   | 張以緹 |               | | Facebook                        |

### 已退出/暫停錄影成員
| 藝名   | 本名   | 生日          | 其他資料                                                             | 部落格                          |
| 阿喜   | 林育品 | 1987年1月24日 | 只出現在首兩集 未加入前已因拍攝網路影片「女朋友的口頭禪」爆紅        | Facebook （页面存档备份，存于） |
| 王子妃 | 程千慈 | 1989年7月8日  | 未加入前為台灣著名的魔術師                                           | Facebook （页面存档备份，存于） |
| 熊熊   | 卓毓彤 | 1986年9月4日  |                                                                      | Facebook                        |
| 涼子   | 林雨葶 | 1990年5月17日 | 曾參與我愛黑澀棒棒堂節目的錄影，當時取名為小可。 只參與3月11日的錄影 | Facebook （页面存档备份，存于） |

## 宣傳活動
| 日期       | 活動/節目                     | 出席者 |
| 2013/02/05 | 《神馬好時光》開播記者會      | 小煜、威廉、蝴蝶姐姐 神馬女孩:阿喜、Nana、Mina、小豬、Joyin、小涵、純純、培培、熊熊、Riko、Olivia、晶晶、禾米、希希 |
| 2013/03/24 | 《神馬好時光》西門町集氣活動  | 小煜、威廉、蝴蝶姐姐 神馬女孩:Nana、Mina、小豬、Joyin、小涵、純純、培培、曾甜、Riko、Olivia                         |
| 2013/04/26 | 國光幫幫忙— 女神V.S神馬運動會 | 小煜、威廉、蝴蝶姐姐 神馬女孩:小豬、Joyin、小涵、Patty、晶晶                                                        |

### 停播後
純純成為劉子千《怕想起你》的 MV 女主角。 Nana 和 小涵 成為國光女神。 Joyin成為《金頭腦》最聰明模特兒。小豬改本名，成為黃沐妍，成為《瘋狂大悶鍋》固定班底。

## 外部連結
- 神馬好時光官方網站

| 超級電視台 星期一～四23:00-00:00 | 超級電視台 星期一～四23:00-00:00           | 超級電視台 星期一～四23:00-00:00 |
| -------------------------------- | ------------------------------------------ | -------------------------------- |
|                                  | 神馬好時光 （2013年3月25日-2013年5月20日） |                                  |
| （待查）                         | 爸媽囧很大 （2013年5月21日-2013年8月1日）  |                                  |